# Чиншовики
Чиншовики (чиншові селяни, шляхта чиншева, однодворці) — формально належали до шляхти, фактично верства вільних селян, що за пізнього середньовіччя й аж до кінця 19 століття одержували панські чи державні землі для користування і за це платили чинш у формі натурального оброку або грошової ренти. Селяни-чиншовики могли передавати цю землю у спадкове користування, накладати на неї сервітути тощо, але титул власності залишався за первісним власником. Взаємини між власником і чиншовиком нормувалися законом або звичаєвим правом. Крім устійненої оплати грішми (або й замість неї), часто чиншові селяни віддавали частину врожаю власникові чи виконували на його користь інші повинності.

## Чиншові селяни в Україні
Інститут чиншового селянства поширився в Україну з Заходу через Польщу. Вже у 14 столітті на землях під польським володінням є сліди чиншового землекористування, а згодом воно стало відоме і під Литвою. Зокрема воно поширилося на українських землях з поселенням на них польських і німецьких колоністів. Але вже з 16 століття, особливо після волочного переміру 1557 року, система чиншового землекористування почала занепадати. Вона перетворилася на панщину, а колишні чиншовики ставали державними селянами, а то й кріпаками.
З другої половини 17 століття при наявності великих земельних посілостей, які потребували обробки, в основному на Правобережжі, знову зросла кількість чиншових селян. Чиншові правовідносини Речі Посполитої тривали далі на українських і білоруських землях у Російській імперії. Селяни віддавали перевагу чиншовим взаєминам над панщизняними, хоч чиншові оплати були високі і становили великий тягар для землекористувачів. Тому критика поступових кіл і вимоги суспільно-економічних реформ у 19 столітті були однаково звернені проти кріпацтва і чиншового землекористування.
Після скасування кріпацтва чиншові взаємини не припинилися, що не сприяло бажаному звільненню селян від тягарів та підвищенню сільського господарства. Тому російський уряд ухвалив протягом 1886—1889 років ліквідувати залежність чиншових селян через викуп чиншовиками землі або через її перехід на оренду. Залишилися тимчасово в силі тільки чиншові взаємини міського населення (на землю, будинки). Остаточно вони зникли після Жовтневого перевороту 1917 року.